# Donna Jean Godchaux Band
Die Donna Jean Godchaux Band ist eine US-amerikanische Band, die 2006 von Donna Godchaux gegründet wurde.

## Geschichte
Nachdem Donna Godchaux 2004 die Heart of Gold Band reaktivierte und damit ein Album veröffentlichte, wandten sich die Mitglieder wieder anderen Projekten zu. Donna Godchaux kooperierte mit den Zen Tricksters, einer Grateful-Dead-Coverband, die bereits seit 1979 existierte.
Zusammen mit ehemaligen Dead-Musikern wie Mickey Hart und Tom Constanten veröffentlichten Godchaux und die Zen Tricksters 2006 das Album For Rex : The Black Tie Dye Ball. Aus diesem losen Zusammenschluss wurde die Band „Kettle Joe’s Psychedelic Swamp Revue“, die neben Donna Godchaux und Zen-Tricksters-Musiker (Jeff Mattson, Klyph Black und Dave Diamond) aus drei weiteren Musikern bestand. In dieser Formation gab man bis 2007 Liveauftritte, veröffentlichte jedoch kein Album.
2007 nannte sich die Band in „Donna Jean and the Tricksters“ um, bevor man das 2008 gleichnamige Album einspielte.
Ende 2009 benannte sich die Band abermals um, diesmal in „Donna Jean Godchaux Band“ (gelegentlich mit dem Zusatz „with Jeff Mattson“), in dessen Line-up auch Godchaux zweiter Ehemann David MacKay spielte.

## Diskografie
- 2006: For Rex: The Black Tie Dye Ball (Dig)
- 2008: Donna Jean and the Tricksters (Dig)